# Feminização (sociologia)
Na sociologia, a feminização é a mudança nos papéis de género e papéis sexuais numa sociedade, grupo ou organização para um foco no feminino. Também pode significar a incorporação da mulher num grupo ou numa profissão que antes era dominada por homens.

## Exemplos de feminização na sociedade
- Feminização da educação – Maioria de docentes do sexo feminino, maioria feminina de estudantes do ensino superior e um currículo que é mais adequado ao processo de aprendizagem das mulheres.[1]
- Feminização do local de trabalho – Ocupações com remuneração mais baixa, dominadas por mulheres, como (1) preparação de alimentos, serviço de alimentação e outras ocupações relacionadas à alimentação e (2) cuidados pessoais e serviços.[2]
- Feminização do tabagismo – A frase tochas da liberdade é emblemática do fenómeno do fumo deixando de ser visto como atividade masculina para também feminina.

## Definição de feminização
Feminização tem dois significados básicos. O primeiro diz respeito a uma pessoa que não era inicialmente feminina, mas se torna feminina mais tarde na sua vida através das perceções do indivíduo e daqueles ao seu redor. De acordo com a teórica de género Judith Butler, o género de uma pessoa não é apenas um ato de vontade ou auto descrição, pois também é moldado pelas pessoas que descrevem, categorizam e tratam a pessoa de acordo com suas próprias perceções de seu género. O segundo significado do termo feminização descreve quando uma pessoa que originalmente tinha qualidades femininas começa a incorporar mais atributos femininos na sua personalidade de alguma forma. O termo tem sido frequentemente usado para descrever mulheres, no entanto, com o tempo, mudou para onde o termo pode ser usado para descrever o processo de alguém ou algo se tornar mais feminino ao adotar qualidades femininas.

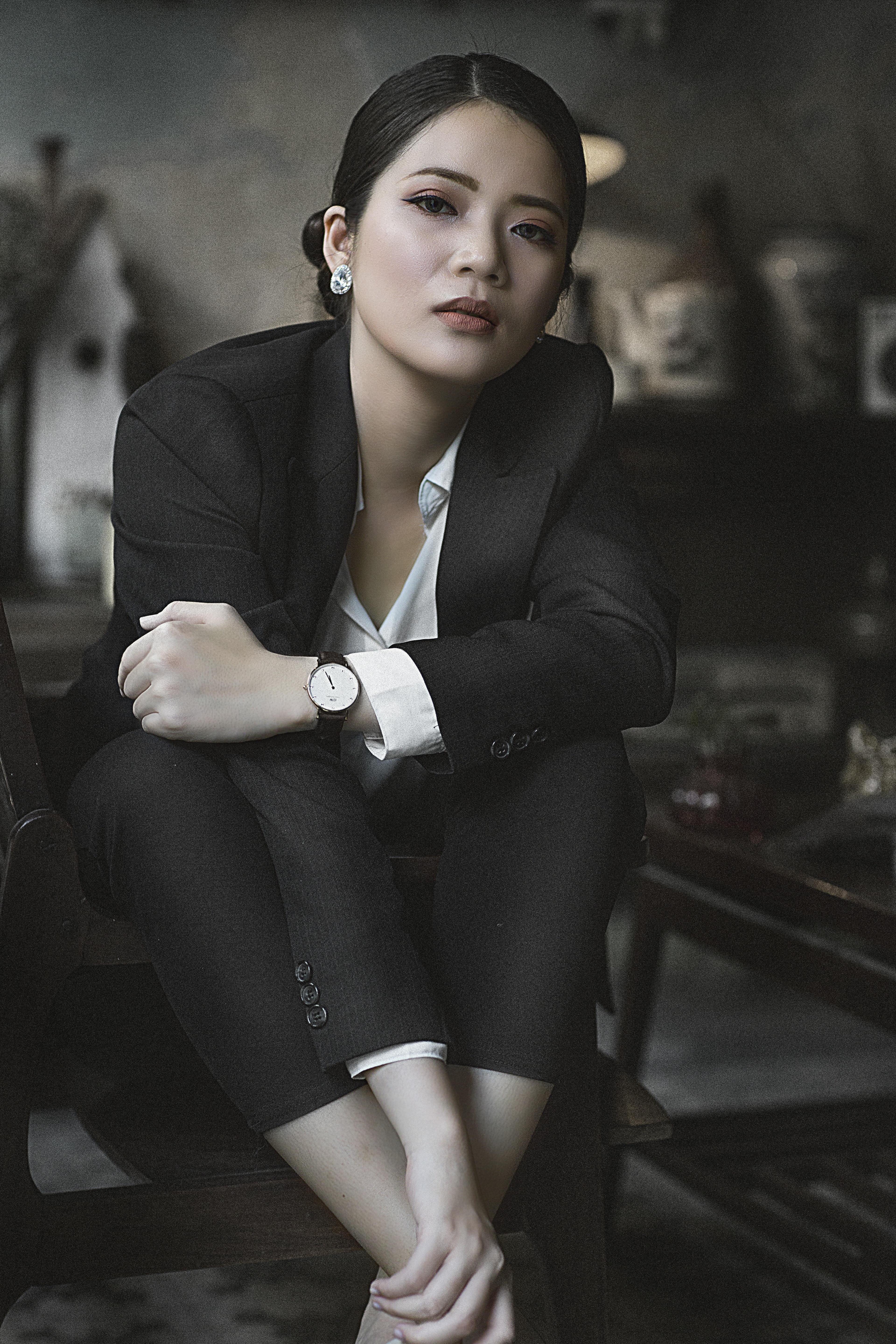
Mulher de terno

## Feminização da pobreza
As mulheres são mais propensas do que os homens a viver abaixo da linha da pobreza, um fenómeno conhecido como feminização da pobreza. As taxas de pobreza de 2015 para homens e mulheres nos EUA foram de 10% e 15%, respetivamente. As mulheres são menos propensas a buscar diplomas avançados e tendem a ter empregos com baixos salários. Existe uma disparidade salarial entre homens e mulheres: mesmo com o mesmo nível de educação e função profissional, as mulheres ganham muito menos do que os homens, seja por discriminação ou por diferenças de escolha.

## Feminização da força de trabalho
A feminização da força de trabalho nas associações atuais é incontornável na medida em que as mulheres constituem metade da força de trabalho e a revelação delas como um potencial ativo lucrativo. No pós-guerra, houve avanços consideráveis no equilíbrio da força de trabalho ao comparar o estatuto de trabalho de mulheres e homens e as taxas de remuneração nas economias da América do Norte e da Europa.